# Antonio Mercero
Antonio Mercero   (Lasarte-Oria, 7 de març de 1936 - província de Guadalajara, 12 de maig de 2018) fou un director i guionista de cinema i televisió basc, conegut sobretot per les seves sèries Verano azul i Farmacia de guardia i pel seu premiat telefilm La cabina. És el pare del també guionista de televisió Antonio Santos Mercero.

## Estudis
Es llicencia en Dret a la Universitat de Valladolid el 1958 i obté el títol de Director de cinema en l'Escola Oficial de Cinema de Madrid el 1962.

## Treballs en el cinema
El 1963 dirigeix el seu primer llargmetratge Se necesita un chico, presentat en el Festival Internacional de l'Humor de Bordighera (Itàlia). De 1966 a 1970 roda diversos documentals per a televisió. Entre les seves pel·lícules posteriors estan Las delicias de los verdes años (1976), La guerra de papá (1977), Tobi (1978), Buenas noches, señor monstruo (1982), Espérame en el cielo (1988), Don Juan, mi querido fantasma (1990), La hora de los valientes (1998), Planta 4ª (2003), i ¿Y tú quién eres? (2007).

## Treballs en televisió
El 1970 comença a realitzar en TVE programes de ficció. Va dirigir les sèries Verano azul, Crónicas de un pueblo, Este señor de negro, Farmacia de guardia i Manolito Gafotas.
És destacable la seva pel·lícula estrenada en televisió La cabina (1972), protagonitzada per José Luis López Vázquez, per la qual va rebre un ampli reconeixement i nombrosos premis.

## Premis
- Premi Goya d'Honor (2010)[2]
- Premi al millor director del Festival Internacional de Cinema de Mont-real de 2003 per Planta 4ª
- Premi Emmy el 1973 per La cabina
- Millor programa dramàtic del Canal 47 de Nova York (1973)
- Premi de la Crítica Internacional del Festival de Televisió de Montecarlo (1973)
- Premi Marconi de Mifed de Milà (1973)
- Quijote de Oro al Millor Director, concedit per la crítica espanyola el 1972
- Premi Nacional (1972)
- Premi Ondas (1972)
- Antena de ORO (1972)
- Premi TP d'Or (1972)
- Menció Especial en el Festival de Cork (Irlanda)
- Premi del Sindicat Nacional de l'Espectacle
- Premi en la Biennal d'Art de París el 1965 per la seua pràctica de fi de carrera Trotín Troteras
- Conquilla d'Or i Perla del Cantàbrico en el Festival de Cinema de Sant Sebastià de 1962 pel seu curtmetratge Lección de Arte